# 츠즈키 쿄이치
츠즈키 쿄이치(일본어: 都築 響一, 1956년 1월 31일 ~ )은 일본의 사진가, 편집자, 저널리스트이다. 도쿄도 출신이다.

## 개요
고지마치(麴町) 소학교, 고지마치 중학교를 졸업했다. 소학교, 중학교 시절의 동창 중에는 저널리스트인 호사카 노부토(保坂展人)가 있었다. 고등학교 졸업 이후에는 조치 대학 영문과에서 미국 문학을 전공했으나 주로 현대 미술・디자인 분야의 글을 쓰고 있었다. 잡지 "POPEYE"의 창간 멤버가 되었다. 졸업 후에도 프리랜서 편집자로 "POPEYE", "BRUTUS" 등에서 활약했다. 이후 그전까지 주목받지 못했던 도쿄의 평범한 거주공간을 찍은 사진집 "TOKYO STYLE"로 사진가로서의 경력을 시작했다.
일본 각지에 있는 성박물관이나 동네에서 버려진 장소, 진기한 장소 등을 찍은 사진 르포집 "진기한 일본기행"을 잡지에 연재하다가 단행본으로 출간 키무라 이에이 사진상을 받았다. 사진가 활동을 하면서도 사회에서 소외된 사람들에 눈을 돌려 폭주족, 데코토라, 러브 호텔 등을 다룬 STREET DESIGN FILE 시리즈를 만들었다. 사형수들이 남긴 절명시, 와병중인 노인들의 독백, 폭주족의 특공복에 적힌 문구등을 모아 낸 "잘부탁해 현대시"(夜露死苦現代詩)등을 출간했다.
2001년에는 성박물관 관련 사진들을 모아 요코하마 트리에날레에서 전시하기도 했다. 07년에는 일본의 색다른 노인들을 모은 책 "순례, 일본의 초 노인전"을 내는 등 주로 사회에서 주목하지 않은 집단이나 대상을 포착하여 현대 일본을 드러내는 작업을 꾸준히 하고 있다.
2012년부터 직접 창간한 유료 메일매거진 "ROADSIDERS' weekly"를 시작해 매주 특이한 대상들을 취재하여 공유하고 있다.
무라카미 하루키, 요시모토 유미와 함께 도쿄 오징어 클럽이라는 이름으로 함께 이상한 곳을 여행다니기도 하며 책으로 내기도 했다.

## 저서
- 권외편집자, 김혜원 역, 컴인, ISBN 9791196001810